# Åma
Åma (norwegisch für Raupe) ist ein 7 km langer Gebirgskamm im ostantarktischen Königin-Maud-Land. Im Zentrum des Gebirges Sør Rondane ragt er an der Südseite des Urfjell auf.
Norwegische Wissenschaftler benannten ihn deskriptiv.